# Libnotes (Libnotes) kinabaluana
Libnotes (Libnotes) kinabaluana is een tweevleugelige uit de familie steltmuggen (Limoniidae). De soort komt voor in het Oriëntaals gebied.